# Surinaamse parlementsverkiezingen 1977
De Surinaamse parlementsverkiezingen in 1977 vonden plaats op 31 oktober. Tijdens de verkiezingen werden de leden van de Staten van Suriname gekozen. De winnaar van deze verkiezingen werd de Nationale Partij Kombinatie (NPK), die in aantal zetels stabiel bleef staan op 22. De president voor en na de verkiezingen was Johan Ferrier. Voor de onafhankelijkheid in 1975 was bij gouverneur van Suriname

## Uitslag
| Allianties en partijen | Aantal stemmen | %         | Uitslag in zetels |
| --- | -------------- | --------- | ----------------- |
| Nationale Partij Kombinatie II (NPK) - Nationale Partij Suriname (NPS) - Progressieve Surinaamse Volkspartij (PSV) - Hernieuwde Progressieve Partij (HPP) - KTPI (Kerukunan Tulodo Prenatan Inggil) | 56.176         | 45,41     | 22                |
| Verenigde Democratische Partijen (VDP) - Vooruitstrevende Hervormings Partij (VHP) - Pendawa Lima (PL) - Socialistische Partij Suriname (SPS)                                                       | 54.583         | 44,12     | 17 (13) (3) (1)   |
| Arbeidersfront - Partij Nationalistische Republiek (PNR) - Progressieve Arbeiders- en Landbouwers Unie (PALU)                                                                                       | 5.871 1.006    | 4,75 0,81 | 0                 |
| Progressieve Nationale Partij (PNP) | 225            | 0,18      | 0                 |
| Totaal | 123.720        | 100       | 39                |

## Parlementsleden
| Naam                            | partij/alliantie | opmerking |
| ------------------------------- | ---------------- | --- |
| Jnan Hansdev Adhin              | VDP              | |
| Toyabali Ahmadali               | VDP              | |
| Ramin Amat                      | NPK              | |
| Eugène Hendrik Arichero         | NPK              | |
| Henck Arron                     | NPS/NPK          | werd premier waarna Ronald Venetiaan hem opvolgde maar deze werd meteen minister waarop Ernest Marius Creebsburg hem opvolgde |
| Marius Theodorus Johannes Bean  | NPK              | |
| Fedor Rudi Bottse               | NPK              | |
| Michael Cambridge               | NPS/NPK          | werd minister waarna A.L. Trustfull hem opvolgde |
| Olton Willem van Genderen       | NPK              | werd minister waarna Rudi George Rodrigues hem opvolgde |
| Ludwig Edmund Herkul            | NPK              | |
| Hendrik Frans Herrenberg        | VDP              | |
| Dewendreersad Hindori           | NPK              | |
| Ganeshdat Jadoenathmisier       | VDP              | |
| Achmed Karamat Ali              | NPK              | werd minister waarna F.R. Koorndijk hem opvolgde |
| Sonny Legimin Kartopawiro       | NPK              | |
| Reinier Hugo Komproe            | NPK              | |
| Jagernath Lachmon               | VDP              | |
| N. Mahadewsingh                 | VDP              | |
| J.W. Mohamadmoesman             | VDP              | |
| Lachmiepersad Mungra            | VDP              | |
| Nannan Panday                   | VDP              | |
| Ruffus Barend Rudie Nooitmeer   | NPS/NPK          | |
| Moestava Shaukat Ali Nurmohamed | VDP              | |
| Baal Oemrawsingh                | VDP              | |
| Sahidi Rasam                    | VDP              | |
| A.W. Rasiman                    | VDP              | |
| Otmar Roëll Rodgers             | NPK              | |
| Ramdien Sardjoe                 | VDP              | |
| Reuben Setrowidjojo             | NPK (KTPI)       | |
| Visnudath Sharma Sietaram       | VDP              | |
| André Soejadin Soeperman        | NPK (KTPI)       | eind 1977 overleden en in 1978 opgevolgd door H.A. Asmowiredjo |
| Slamet Paul Somohardjo          | VDP              | |
| mevr. Livia Juna Thijm-Richard  | NPK              | |
| Chandernath Tilakdharie         | VDP              | |
| Sammy Harold Rudi Vreede        | NPK              | |
| Edmund Ferdinand Vriesde        | NPK              | |
| Emile Linus Alfred Wijntuin     | NPK              | |
| Walther André Zalmijn           | NPK              | In 1979 overleden en opgevolgd door Max Koorndijk (omdat de oppositie geen quorum wilde verlenen besloot parlementsvoorzitter Wijntuin dat Koorndijk als toegelaten kon worden beschouwd bij de aanvang van de vergadering waarbij hij werd toegelaten) |
| Karel August Zeefuik            | NPK              | |